# راناوانا
راناوانا (به لاتین: Ranawana) یک منطقهٔ مسکونی در سری‌لانکا است که در استان مرکزی (سری‌لانکا) واقع شده‌است.